# Manuel Jorge Veloso
Manuel Jorge Souto Sousa Veloso (Lisboa, 21 de Maio de 1937 - Lisboa, 13 de Novembro de 2019), foi um músico e crítico musical português.

## Biografia

### Nascimento e formação
Nasceu em 21 de maio de 1937, na cidade de Lisboa. Recebeu a sua formação como músico na capital, em violino e composição.

### Carreira profissional
Exerceu como músico e compositor, tendo-se notabilizado principalmente pela sua carreira no Jazz, como baterista. Nos anos 60 foi um dos membros fundadores do Quarteto do Hot Clube de Portugal. A título individual, trabalhou com vários artistas nacionais e estrangeiros, como Jerome Richardson, Julius Watkins, Don Byas, Chet Baker, Gerry Mulligan, Pony Poindexter ou Milt Jackson.
Trabalhou para a Rádio Televisão Portuguesa como chefe do Departamento de Programas Musicais e como produtor de programas de música clássica e de jazz. Também trabalhou como produtor na EMI-Valentim de Carvalho. Desde a Década de 1960 até ao seu falecimento foi o autor e apresentador de diversos programas de rádio sobre a temática do Jazz, em várias estações como o Rádio Clube Português, a Rádio Renascença e a Antena 2. Foi igualmente o responsável pela banda sonora de diversos filmes e documentários, incluindo Belarmino e Uma Abelha na Chuva, ambos de Fernando Lopes, e o filme Pedro Só de Alfredo Tropa. Exerceu igualmente como crítico musical na imprensa ao longo da sua carreira, principalmente sobre o tema do Jazz, sobre o qual também foi o autor de vários artigos de divulgação. Entre os periódicos em que colaborou como crítico musical, destacam-se o A Capital e o Diário de Notícias. Entre Janeiro de 2014 e Maio de 2015 criou, em conjunto com o crítico António Curvelo, o ciclo de concertos Histórias de Jazz em Portugal, organizado pelo Hot Clube de Portugal e pelo Centro Cultural Vila Flor, em Guimarães.
Foi um militante do Partido Comunista Português, tendo feito parte da redacção do jornal Avante! entre 1991 a 2000, onde publicou várias crónicas sobre crítica e análise televisiva, sob o pseudónimo Francisco Costa. Foi igualmente membro da Comissão de Espectáculos da Festa do Avante!, onde era um dos principais organizadores das noites de música clássica do palco 25 de Abril, e dos concertos de jazz no Auditório 1.º de Maio.
Entre 1966 e 1968 fez parte da direcção da Juventude Musical Portuguesa, e entre 1985 e 1991 ocupou a posição de secretário-geral da Academia de Amadores de Música. Entre 1971 a 1973 trabalhou como professor na Escola de Cinema do Conservatório Nacional, na cadeira de Construção e Análise da Banda Sonora.

### Falecimento e família
Faleceu em 13 de Novembro de 2019, no Hospital de Santa Maria, em Lisboa, aos 82 anos de idade, devido a uma doença oncológica. O velório foi marcado para o dia seguinte, na Igreja de São Francisco Xavier, em Lisboa, e o funeral para o dia 15, para o Cemitério do Alto de São João.
Era irmão de José de Sousa Veloso, apresentador do programa TV Rural. Na altura do seu falecimento, estava casado com Maria José Veloso.

## Homenagens
Na sequência do seu falecimento, a ministra da Cultura, Graça Fonseca, emitiu uma nota de pesar, onde destacou o papel que Manuel Jorge Veloso teve na divulgação do Jazz no país.